# Histoire philatélique et postale du Maroc
L'histoire postale du Maroc consiste dans la recherche et l'étude des plis postaux ayant circulé sur son territoire (Pour la notion d'"histoire postale" en philatélie, (cf. Histoire postale (Données générales)).
Le rassemblement et l'analyse des documents postaux du Maroc supposent aussi naturellement, une bonne connaissance des différentes émissions de timbres intervenues dans ce pays, ainsi que de son histoire politique.
La poste marocaine s'est constituée à partir d'abord des bureaux étrangers, puis des postes locales privées, dont l'exemple a stimulé les pouvoirs publics marocains et entrainé ensuite la fondation de la première poste chérifienne.

## Les bureaux étrangers au Maroc

### Aspects généraux
Bien avant l'ouverture de bureaux de poste, il existait des relations écrites, privées et commerciales, entre les villes du Maroc et entre le Maroc et l'Europe. L'acheminement des plis était hasardeux mais il se faisait. Ces plis ne recevaient aucune marque précisant leur origine ou leur parcours.
À partir de 1750, apparaissent des marques d'origine frappées au Maroc (Ceuta, Melilla, ...)
Puis, les besoins d'échange de courrier ont nécessité une organisation de l'acheminement. Les bureaux consulaires des pays européens installés au Maroc ont servi d'"ossature postale" avant d'héberger les premiers "bureaux de postes" organisés et dépendant des postes nationales étrangères.

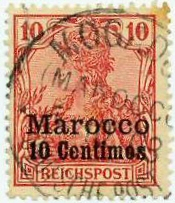
Timbre allemand avec une surcharge marocaine

Divers bureaux français, anglais, espagnols, puis allemands ont été ouverts au Maroc en 1852, 1857, 1865 et 1899, et ont utilisé successivement les timbres de leurs métropoles (plus, pour les Anglais, leurs timbres de Gibraltar), puis des timbres spéciaux obtenus par surcharge des figurines précédentes : les timbres allemands furent surchargés "Marocco" ou "Marokko", ainsi que d'une valeur en peseta hassani. Les timbres britanniques furent surchargés "Morocco Agencies" ainsi qu'eux aussi, d'une valeur en peseta hassani ou en franc français. Le cas des bureaux français et espagnols sera évoqué plus loin.
Lors de l'instauration du double protectorat, en 1912, les bureaux allemands et anglais continuèrent à fonctionner dans les deux zones. Jusqu'au 4 août 1914 où, du fait de la guerre, les bureaux allemands furent supprimés en zone française, où seuls subsistèrent les bureaux anglais, mais non en zone espagnole où les bureaux allemands fonctionnèrent jusqu'au 12 juin 1919.
Ces bureaux étrangers constituaient théoriquement, comme ceux installés en Chine ou au Levant, un démembrement de la souveraineté de l'État d'accueil (empire chérifien). Mais, en réalité, comme il n'existait alors, dans ce pays, à la différence de la Turquie, aucune poste nationale organisée et ouverte au public, ces bureaux ont constitué en réalité un apport positif au développement du pays et un premier exemple de ce que devrait être une poste nationale moderne.

### L'évolution des bureaux français
Dès 1891, les bureaux de poste français au Maroc affranchissent les plis qui leur sont confiés d'abord avec des timbres français normaux, puis, à partir de 1891, avec des timbres français surchargés de leur valeur en peseta hassani. Ensuite, après l'apparition du mot "Maroc", en 1902, sur les timbres des Bureaux français, les premières émissions du protectorat vont comporter, à partir de 1911, un retour aux valeurs faciales en Francs et une surcharge en arabe, à laquelle s'ajoutera, en 1914, la surcharge "Protectorat français".
C'est seulement à partir de 1917, que les premiers timbres définitifs du protectorat vont faire leur apparition en grand format, avec des paysages locaux. Ils seront désormais légendés en français et en arabe, et surtout seront dépourvus de toute mention ou sigle relatif à la République française, car le Maroc gardera sa souveraineté malgré l'emprise étrangère.

### L'évolution des bureaux espagnols

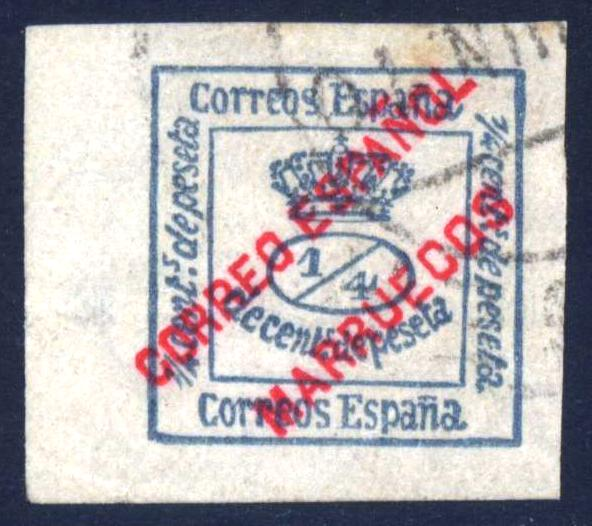
Timbre de 1903 pour les bureaux espagnols

Une évolution similaire se produisit, mais plus lentement, en zone nord : après un usage prolongé de timbres métropolitains, les bureaux espagnols mirent en usage à partir de 1903 des timbres surchargés "Correo Espanol Marruecos".
C'est seulement à partir de 1915 que ces bureaux tirèrent sans hâte les conséquences du protectorat, en remplaçant leurs figurines précédentes par des timbres espagnols surchargés "Protectorado espanol en Marruecos". Encore fallut-il attendre jusqu'en 1928, pour que le Maroc espagnol soit doté à son tour de ses propres timbres définitifs paysagers, libellés en espagnol et en arabe, qui d'ailleurs alternèrent encore, suivant les époques avec des émissions espagnoles surchargées.

### Le cas de la ville à statut international de Tanger
Tanger, ville à statut international, disposa de divers bureaux étrangers utilisant leurs timbres particuliers. Par exemple la France ouvrit un bureau en 1852. Un cachet d'oblitération par losange gros chiffres avec pour numéro 5106 est signalé mais son usage effectif est incertain
Puis, à la suite de l'instauration du double protectorat en 1911, le bureau français devenu bureau chérifien y utilisa les timbres du Maroc français surchargés « TANGER ». Ces timbres sont aux types Blanc, Mouchon
et Merson.
Les bureaux du protectorat espagnol firent de même. Quant au bureau britannique, il y émit des timbres spéciaux surchargés "Tangier", mais libellés en livre sterling, et non en peseta hassani ou franc français, comme dans les autres bureaux britanniques du Maroc.

## Les postes locales privées
Au Maroc, les postes privées ont précédé la poste de l'État et ont démontré aux autorités de ce pays, qui n'avaient pas encore osé affronter la concurrence des postes étrangères, que des Marocains pouvaient fort bien faire fonctionner une poste moderne.
Ainsi les postes privées ont-elles donné l'exemple à l'État. Ce fut en effet le succès de la poste locale de Mazagan-Marrakech, fondée l'année précédente par Isaac Brudo, qui incita le Sultan à vouloir la lui "acheter", en 1892.
Et c'est parce que Brudo refusa ce sacrifice prématuré, que le Sultan réagit en fondant enfin une poste chérifienne.
Cependant ces postes privées, elles-mêmes, presque toutes organisées par des sujets juifs du Sultan associés à des entrepreneurs étrangers, s'étaient inspirées du modèle des bureaux de poste étrangers, dont elles prolongeaient le champ d'action. 
C'est ainsi que les premiers timbres postaux marocains furent émis en 1891 par des entreprises privées qui ne géraient que des lignes de correspondance de ville à ville (cf. Timbre privé). Leurs figurines furent souvent de piètre qualité d'impression, mais leurs services furent efficaces.
Le système des postes locales privées prendra fin en 1911, année où elles seront remplacées par les postes chérifiennes réorganisées.

## Liste des lignes de transport privé du courrier

### Postes locales sous influence française
- Mazagan - Maroc (ancien nom d'El Jadida): Créateur: Isaac Brudo, en 1891.
- Mazagan - Marrakech (Nouvelle dénomination de la poste précédente), en 1893.
- Tanger - Fès : Créateur: Charles Gautsch et cie., en 1892.
- Mogador - Maroc : Créateur: M. Maïmaran, en 1892.
- Fès - Sefrou : Créateur inconnu, en 1894.
- Alcazar (El Ksar el Kebir) - Ouezzan : Créateurs: Galuntuomini et Sirfati, en 1896.
- Tétouan - Chechouan (Chefchaouen): Créateur: Josué Benchimol, en 1896.
- Fès - Méquinez (Meknès) : Créateur: Messaoud Bensimon, en 1897.
- Tétouan - El Ksar (el Kebir): Créateur: Si Allal Abdi, en 1897.
- Safi - Marrakech : Créateurs: Isaac Brudo et Joseph André, en 1898.
- Demnat - Marrakech : Créateur: Charles Firbach, en 1906.

### Postes locales sous influence espagnole
- Tanger - Arzila: Créateur: Aaron Cohen, en 1895.
- Alcazar (El Ksar el Kebir) - Wazan (Ouezzan): Créateur Joseph Cohen, en 1896
- Tétouan - Sheshuan: Créateur: Joseph Cohen, en 1897.
- Mazagan - Azemmour - Marrakech : Créateur: Marcel Bensimon, en 1897.
- Tanger - El Ksar el Kebir: Créateur inconnu, en 1898
- Mogador - Essaouira : Créateur: David El Maleh, en 1899.

### Postes locales sous influence anglaise ou anglo-Italienne
- Tanger - Laraiche (Larache): Créateur: James Nahon, en 1898.
- Mazagan - Marrakech, Créateurs: le vice-consul d'Italie et le directeur de la poste anglaise, en 1897

### Poste locale sous influence allemande
- Mogador - Marrakech : Créateurs: Marx et Cie. et Nissan Coriath, en 1893.

### Poste locale sous influence portugaise
- Tanger - Tétouan : Créateur: Salvador Hassan, en 1896.

Tous ces timbres locaux et leurs variétés sont recherchés en neufs, comme en oblitérés. Mais ils le sont davantage encore sur des documents ayant effectivement circulé. Parmi ces documents les plis mixtes (timbre local plus timbre d'un bureau étranger) sont les plus appréciés.

## Les premiers cachets et timbres chérifiens
Les postes chérifiennes furent fondées en 1892, à l'exemple des bureaux étrangers et de la poste locale d'Isaac Brudo, que le Sultan aurait souhaité acquérir.
Elles utilisèrent d'abord des cachets à inscriptions arabes en négatif, dits "cachets Maghzen", comportant le nom du bureau et un appel à la protection de Dieu. Dans chaque bureau, ces cachets étaient circulaires pour le service officiel et octogonaux pour les plis des particuliers. Ces cachets sont recherchés des spécialistes, même découpés, mais surtout sur lettres entières.
Les encres de base utilisées étaient obtenues à partir de poils de mouton brulés pour le noir, de coquelicots pour le rouge, de safran pour le jaune et de cobalt pour le bleu.
L'application du cachet "maghzen" sur les plis, qui sanctionnait le règlement de la taxe de son transport, ne permettait aucun contrôle des recettes !
Pourtant les jeunes postes chérifiennes, comparée aux postes privées, n'offraient pas encore les mêmes garanties, et laissaient parfois à désirer: Ainsi les postes chérifiennes ne se chargeaient-elles pas de transmettre des envois recommandés: C'est donc qu'elles ne se jugeaient pas en mesure de garantir la transmission des plis importants que l'on aurait voulu leur confier. Aussi, en 1911, furent-elles réorganisées en quelques mois, à la demande du Sultan, par un conseiller français, qui s'inspira du modèle des bureaux européens: Elles émirent alors deux séries de timbres mobiles qui servirent dans tout le Maroc jusqu'en 1915, et à Tanger jusqu'en 1919.
Pour annuler ces timbres, des cachets à date bilingues furent simultanément introduits dans les bureaux des grandes villes, mais il arriva aussi parfois que les anciens cachets négatifs soient utilisés irrégulièrement comme oblitérations.
Ces premiers timbres chérifiens sont recherchés sur lettres ou cartes ayant circulé.
À partir de l'établissement du protectorat français en 1912, les bureaux français sont absorbés, sauf à Tanger, par la poste chérifienne, elle-même placée sous protectorat français. Les timbres des bureaux français sont alors surchargés "protectorat français" et deviennent ceux de tout le Maroc sous protectorat français.

## Le stimulant de l'indépendance
Indépendant en 1955, le royaume du Maroc développe dès lors, sa pleine autonomie postale.
À noter que les séries d'usage courant sont généralement à l'effigie des souverains chérifiens, successivement les rois Mohammed V, Hassan II puis Mohammed VI.

## Les figurines de franchise militaire de Melilla
Les Espagnols possédaient, de longue date sur la côte marocaine deux places fortes (Présides), Ceuta et Melilla, qui faisaient, et font toujours, partie intégrante de l'Espagne. Le point de vue marocain était évidemment tout différent et des querelles frontalières autour de ces présides n'ont pas manqué de se produire. Les Espagnols y répondaient par des opérations de représailles, et c'est ainsi qu'en 1893 et 1894, un entrepreneur aussi avisé que patriote "offrit" à ces troupes qui dépendaient du gouverneur de Melilla une cinquantaine de timbres de franchise différents. Or les soldats qui n'avaient qu'à indiquer leur identité sur leurs lettres pour bénéficier de la franchise, n'en avaient nul besoin pour correspondre gratuitement.
Ces figurines constituèrent donc sur les plis militaires davantage une décoration qu'un affranchissement, mais cette initiative permit au "généreux donateur" de fournir de façon profitable au marché philatélique les figurines de franchise neuves qu'il n'avait pas manqué de se réserver. (cf. Franchise militaire)

### Bureaux étrangers
- Comtes Exelmans et de Pomyers, Maroc, Postes françaises, 1948
- Dr. R. Kenneth Clough, British Post Offices (B.P.O.) in Morocco 1984.
- Albert Friedmann, The stamps and cancels of the German colonies and the German post offices abroad/ German post offices in Morocco
- David A. Stotter (en), "The British Post Office Service in Morocco 1907-57", 2007  (ISBN 9780853770282)
- José María Hernández Ramos, "LA EMISIÓN DE MARRUECOS DE 1928 Y MARIANO BERTUCHI. Correo y Filatelia en el Protectorado Español", 2013

### Postes locales
- Jean Haik, Les postes locales et privées du Maroc, S.P.L.M., 2004.
- Jean Boetsch, Les postes locales du Maroc, 1977.
- Camille Bonnafous, La poste locale du Maroc, 4e édition 1953.

### Postes chérifiennes
- Jean de Langre et Angel Cotter, Etude sur les postes chérifiennes et les cachets Maghzen, Casablanca, 1970.
- Cf. la revue "Le Rekkas" de l'Association philatélique "S.P.L.M." (Maroc et Tunisie), 206 Bd. Péreire, 75017, Paris, et Mél. : SPLM206@aol.com (cette revue publie régulièrement des articles d'Histoire postale sur les deux anciens protectorats français en Afrique du Nord).